# Копа Америка у фудбалу за жене 2022 — група Б
Група Б Копа Америка 2022. била је друга од две групе у групној фази Копа Америка у фудбалу за жене 2022. која се одржавала од 9. јула 2022. до 21. јула 2022. године. Групу Б су сачињавале Аргентина, Бразил, Перу, Уругвај и Венецуела. Прва два тима су се аутоматски квалификовала за прва четири места у нокаут фази, док је треће место давало прилику за играње утакмице за пето место против трећепласираног из групе А. У нокаут фази и мечу за пето место, прве три репрезентације су се квалификовала за Светско првенство у фудбалу за жене 2023. године, четврто и пето место су наставили на репасаж ФИФА Светског првенства за жене 2023, а шесто место је била елиминација.

## Репрезентације
| Извлачење позиције | Тим       | Шешир | Задње учешће | Претходни најбољи резултат                          | ФИФА рангирање |
| ------------------ | --------- | ----- | ------------ | --------------------------------------------------- | -------------- |
| A1                 | Бразил    | 1     | 9.           | Шампиони (1991, 1995, 1998, 2003, 2010, 2014, 2018) | 9              |
| A2                 | Аргентина | 2     | 8.           | Шампиони (2006)                                     | 35             |
| A3                 | Венецуела | 3     | 8.           | Треће место (1991)                                  | 52             |
| A4                 | Перу      | 4     | 7.           | Треће место (1998)                                  | 66             |
| A5                 | Уругвај   | 5     | 7.           | Треће место (2006)                                  | 71             |

## Табела
| Pos | Тим       | О | П | Н | И | ГД | ГП | ГР  | Бод. | Qualification                               |
| --- | --------- | - | - | - | - | -- | -- | --- | ---- | ------------------------------------------- |
| 1   | Бразил    | 4 | 4 | 0 | 0 | 17 | 0  | +17 | 12   | Квалификаовали се за полуфинале             |
| 2   | Аргентина | 4 | 3 | 0 | 1 | 10 | 4  | +6  | 9    | Квалификаовали се за полуфинале             |
| 3   | Венецуела | 4 | 2 | 0 | 2 | 3  | 5  | −2  | 6    | Квалификаовали се за утакмица за пето место |
| 4   | Уругвај   | 4 | 1 | 0 | 3 | 6  | 9  | −3  | 3    |                                             |
| 5   | Перу      | 4 | 0 | 0 | 4 | 0  | 18 | −18 | 0    |                                             |

## Утакмице

### Уругвај и Венецуела
| Уругвај | 0 : 1                               | Венецуела              |
| ------- | ----------------------------------- | ---------------------- |
|         | Извештај (ФИФА) Извештај (Конмебол) | - Дејна Кастељанос 78’ |

### Бразил и Аргентина
| Бразил                                                             | 4 : 0                               | Аргентина |
| ------------------------------------------------------------------ | ----------------------------------- | --------- |
| - Адријана 28’, 58’ - Биа Занерато Беатриз 36’ (пен.) - Дебиња 87’ | Извештај (ФИФА) Извештај (Конмебол) |           |

### Уругвај и Бразил
| Уругвај | 0 : 3                               | Бразил                             |
| ------- | ----------------------------------- | ---------------------------------- |
|         | Извештај (ФИФА) Извештај (Конмебол) | - Адријана 32’, 48’ - Дебиња 45+2’ |

### Аргентина и Перу
| Аргентина                                                                                 | 4 : 0                               | Перу |
| ----------------------------------------------------------------------------------------- | ----------------------------------- | ---- |
| - Јамила Родригез 18’ - Флоренција Бонсегундо 52’ - Елана Стабиле 62’ - Ерика лонигро 84’ | Извештај (ФИФА) Извештај (Конмебол) |      |

### Аргентина и Уругвај
| Аргентина                                                                      | 5 : 0                               | Уругвај |
| ------------------------------------------------------------------------------ | ----------------------------------- | ------- |
| - Естефанија Банини 43’ - Јамила Родригез 51’, 64’, 69’ - Елиана Стабиле 90+5’ | Извештај (ФИФА) Извештај (Конмебол) |         |

### Перу и Венецуела
| Перу | 0 : 2                               | Венецуела                                   |
| ---- | ----------------------------------- | ------------------------------------------- |
|      | Извештај (ФИФА) Извештај (Конмебол) | - Дејна Кастељанос 39’ - Оријана Алтуве 64’ |

### Венецуела и Бразил
| Венецуела | 0 : 4                               | Бразил                                                        |
| --------- | ----------------------------------- | ------------------------------------------------------------- |
|           | Извештај (ФИФА) Извештај (Конмебол) | - Биа Занерато Беатриз 22’ - Ари Боргес 51’ - Дебиња 58’, 65’ |

### Перу и Уругвај
| Перу | 0 : 6                               | Уругвај                                                                                     |
| ---- | ----------------------------------- | ------------------------------------------------------------------------------------------- |
|      | Извештај (ФИФА) Извештај (Конмебол) | Памела Гонзалез 51’, 76’ · Белен Акино 58’ · Есперанза Пизаро 61’, 89’ · Химена Велазко 66’ |

### Бразил и Перу
| Бразил | 6 : 0                               | Перу |
| --- | ----------------------------------- | ---- |
| Дуда Францелино 1’ · Дуда Сампаио 17’ · Гејсе Фереира 41’ · Дуда Сантос 44’ (пен.) · Фе Палермо 48’ · Адријана 50’ (пен.) | Извештај (ФИФА) Извештај (Конмебол) |      |

### Венецуела и Аргентина
| Венецуела | 0 : 1                               | Аргентина                   |
| --------- | ----------------------------------- | --------------------------- |
|           | Извештај (ФИФА) Извештај (Конмебол) | - Флоренција Бонсекундо 63’ |

## Дисциплина
Поени за фер плеј ће се користити као помоћ у случају нерешеног резултата у групи ако су укупни и међусобни рекорди тимова били изједначени. Они се израчунавају на основу жутих и црвених картона добијених у свим групним утакмицама на следећи начин:
- први жути картон: плус 1 бод,
- индиректни црвени картон (други жути картон): плус 3 бода,
- директан црвени картон: плус 4 бода,
- жути картон и директни црвени картон: плус 5 бодова,

| Екипа     | 1. утакмица | 1. утакмица                   | 1. утакмица | 1. утакмица            | 2. утакмица | 2. утакмица                   | 2. утакмица | 2. утакмица            | 3. утакмица | 3. утакмица                   | 3. утакмица | 3. утакмица            | 4. утакмица | 4. утакмица                   | 4. утакмица | 4. утакмица            | Бодови |
| Екипа     | Жути картон | Yellow card · Yellow-red card | Red card    | Yellow card · Red card | Жути картон | Yellow card · Yellow-red card | Red card    | Yellow card · Red card | Жути картон | Yellow card · Yellow-red card | Red card    | Yellow card · Red card | Жути картон | Yellow card · Yellow-red card | Red card    | Yellow card · Red card | Бодови |
| --------- | ----------- | ----------------------------- | ----------- | ---------------------- | ----------- | ----------------------------- | ----------- | ---------------------- | ----------- | ----------------------------- | ----------- | ---------------------- | ----------- | ----------------------------- | ----------- | ---------------------- | ------ |
| Бразил    | 3           |                               |             |                        | 3           |                               |             |                        | 3           |                               |             |                        | 1           |                               |             |                        | −10    |
| Аргентина | 3           |                               |             |                        | 1           |                               |             |                        | 4           |                               |             |                        | 3           |                               |             |                        | −11    |
| Венецуела | 3           |                               |             |                        | 1           |                               |             |                        |             |                               |             |                        | 5           |                               |             |                        | −9     |
| Перу      | 2           |                               |             |                        | 1           |                               |             |                        | 1           |                               |             |                        | 1           |                               |             |                        | −5     |
| Уругвај   | 2           |                               |             |                        | 1           | 1                             |             |                        | 5           |                               |             |                        |             |                               |             |                        | −11    |